# Ipomoea villifera
Ipomoea villifera ist eine Pflanzenart aus der Gattung der Prunkwinden (Ipomoea) aus der Familie der Windengewächse (Convolvulaceae). Die Art kommt endemisch im guatemaltekischen Departamento Huehuetenango vor.

## Beschreibung
Ipomoea villifera ist eine kräftige Kletterpflanze, deren Stängel zunächst weichborstig filzig mit bräunlichen Trichomen behaart sind, später jedoch verkahlen. Die Laubblätter sind mit schlanken, 5 bis 7 cm langen, behaarten Blattstielen bestielt. Die Blattspreiten sind nahezu kreisförmig, herzförmig, ganzrandig oder dreigelappt und 7 bis 12 cm lang und etwa genauso breit. Die Oberseite ist spärlich anliegend behaart, die Unterseite ist dichter behaart.
Die Blütenstände bestehen aus wenigen bis einigen Blüten, sie sind fast köpfchenförmig und filzig behaart. Die ausgewachsenen Blütenstandsstiele ragen über die sie umgebenden Laubblätter hinaus. Die Tragblätter sind eiförmig bis eiförmig-lanzettlich, zugespitzt, filzig behaart und 1 bis 2,5 cm lang. Die Blütenstiele sind sehr kurz. Die Kelchblätter sind schmal lanzettlich, spitz zulaufend, filzig behaart und 16 bis 22 mm lang. Die Krone ist schmal glockenförmig und violett gefärbt. Die Außenseite der Kronröhre und der Mittelachse der Kronblätter ist spärlich filzig behaart.

## Verbreitung
Die Art ist nur von wenigen Aufsammlungen aus dem guatemaltekischen Departamento Huehuetenango, aus Honduras und dem mexikanischen Bundesstaat Chiapas bekannt. Die Art wächst dort in feuchten Dickichten und Wäldern in Höhenlagen zwischen 1100 und 1400 m.